# Transketolase-like-1
Transketolase-like-1 (TKTL1) ist ein Gen, das mit dem Transketolase-Gen (TKT) eng verwandt ist. Es ist im Laufe der Evolution bei Säugetieren entstanden und gilt neuesten Forschungserkenntnissen zufolge als eines der Schlüsselgene, das den modernen Menschen (homo sapiens) vom Neandertaler unterscheidet.
Die durch die beiden Transketolasegene gebildeten Proteine bilden ein Heterodimer (TKTL1-TKT). Sobald das TKTL1-Protein exprimiert wird, verdrängt es ein TKT-Protein aus dem TKT-TKT-Homodimer und führt zur Bildung eines TKTL1-TKT-Heterodimers. Dieses Heterodimer unterscheidet sich enzymatisch von dem Transketolase-Homodimer (TKT-TKT) sehr stark, da das Heterodimer zu einer deutlichen Erhöhung von Ribose-5-Phosphat in Zellen führt. TKTL1 erlaubt zudem Bildung von Acetyl-CoA, einem wichtigen Baustein für die Synthese von Lipiden und Steroiden. Das TKTL1-Gen wurde Anfang der 1990er Jahre von Johannes F. Coy als Mitglied des Forschungsprojekts Molekulare Genomanalyse am DKFZ in Heidelberg entdeckt und 1996 erstmals publiziert.

## Aufgaben
Durch die von TKTL1 gebildeten Grundbausteine Ribose-5-Phosphat und Acetyl-CoA werden essenzielle Bausteine für die Neubildung von Zellen bereitgestellt. TKTL1 steuert den Zellzyklus und ermöglicht seine Durchführung, indem der für die DNA-Synthese notwendige Baustein Ribose bereitgestellt wird. Durch die Bildung von Ribose wird auch der Baustein für die Reparatur von DNA-Schäden zur Verfügung gestellt, so dass die Aktivierung von TKTL1 Krebszellen in die Lage versetzt, DNA-Schäden, die durch Chemo- oder Strahlentherapien ausgelöst werden, besser zu reparieren und damit resistent gegen diese Therapien zu werden.
TKTL1 erlaubt zudem auch ein Überleben bei Sauerstoffmangel (Hypoxie). Dieses Schutzprogramm wird beispielsweise beim Riss eines Blutgefäßes und einer damit einhergehenden Sauerstoff-Unterversorgung ausgelöst. TKTL1 steuert dieses Hypoxie-Programm, das das Überleben der Zelle ohne Sauerstoff ermöglicht, indem Glukose zu Milchsäure vergoren wird. Die gebildete Säure erlaubt sowohl eine säurebasierte Matrixdegradation und einen Gewebeumbau, als auch die Hemmung von Immunzellen, die Tumorzellen eliminieren. Gleichzeitig steuern TKTL1 und Milchsäure die Neubildung von Blutgefäßen, wodurch das gesunde Gewebe oder ein Tumor wieder mit Sauerstoff versorgt wird.

## Bedeutung
Die Autoren einer 2019 in Nature Communications publizierten, richtungsweisenden Studie konnten zeigen, dass der Zellzyklus anders gesteuert wird als angenommen. Die bisherige Sichtweise geht davon aus, dass der mit Einleitung des Zellzyklus beginnende Verbrauch von Ribose-5-Phosphat eine entsprechende Nachproduktion auslöst, so dass die angestrebte Zellverdopplung durchgeführt werden kann (Pull-Theorie: „Der Verbrauch zieht die Produktion nach sich“).
Die neuen Daten beweisen, dass zunächst TKTL1 exprimiert wird, daraufhin das Heterodimer aus TKTL1-TKT gebildet und hierdurch die Ribose-5-Phosphat-Konzentration deutlich gesteigert wird, wodurch der Zellzyklus ausgelöst wird. Die TKTL1-vermittelte, erhöhte Ribose-5-Phosphat-Konzentration schiebt die Zelle somit in den Zellzyklus (Push-Effekt).
Zum einen bildet dieser Stoffwechsel die Basis für die Neubildung von gesunden Zellen, zum anderen jedoch auch zur Neubildung von unerwünschten Zellen, wie z. B. Krebszellen. TKTL1 spielt eine entscheidende Rolle bei der Malignität von Krebszellen, unabhängig von der Krebsart. Sowohl die Proliferationsgeschwindigkeit, als auch die Fähigkeit sich im Körper auszubreiten und Metastasen zu bilden, hängt von TKTL1 ab. Des Weiteren vermittelt TKTL1 Krebszellen auch einen Schutz vor Angriffen des körpereigenen Immunsystems, indem beispielsweise Killerzellen über die gebildete Milchsäure blockiert werden (Säurearrest) und so Krebszellen nicht mehr erreichen und abtöten können. Außerdem wird durch TKTL1 auch das Immunsystem systematisch unterdrückt, so dass Tumoren nicht mehr vom Immunsystem eliminiert werden.
Ein Dresdner Forscherteam um Medizin-Nobelpreisträger Svante Pääbo und Wieland B. Huttner konnte 2022 zeigen, dass moderne Menschen während der Gehirnentwicklung mehr Nervenzellen im Frontallappen produzieren als Neandertaler, verursacht durch die Veränderung einer einzigen Aminosäure in dem Protein TKTL1.

## Diagnostik von Krebs
Da alle Krebsformen von TKTL1-vermittelten Malignitätsfaktoren wie erhöhter Proliferation, sauerstoffunabhängigem Wachstum, Invasivität/Metastasierung und Unterdrückung des Immunsystems profitieren, bietet der Nachweis des TKTL1-Proteins die Möglichkeit, Krebs oder prämaligne Läsionen (Krebsvorstufen) mittels einer Blutprobe zu detektieren.
In einer 2020 publizierten Studie der Universität Tübingen wurde die Detektion von TKTL1 und eines weiteren Proteins (DNaseX/Apo10) in Fresszellen im Blut durchgeführt und es konnte gezeigt werden, dass hiermit Darmkrebs, Gallengangkrebs und Bauchspeicheldrüsenkrebs sehr gut und besser als mit herkömmlichen Testverfahren (Tumormarkern) nachgewiesen werden können.
In einer 2022 durchgeführten Studie unter Federführung des Universitätsklinikums Eppendorf wurden die Proteine TKTL1 und DNaseX (Apo10) bei mehr als 5.000 als gesund geltenden Probanden im Alter zwischen 50 und 70 Jahren aus dem Blut bestimmt (Burg et al., 2022). Bei 82 % der Probanden mit auffälligen Bluttestergebnissen, die anschließend mit bildgebenden Verfahren wie MRT und PET/CT untersucht wurden, konnte ein bis zum Studienzeitpunkt unerkannter, symptomloser Krebs oder eine Krebsvorstufe festgestellt werden.
Studien der Universität Tübingen zur Detektion von Krebs (Rhabdomyosarkom und Neuroblastom) bei Babys, Kindern und jungen Erwachsenen konnten zeigen, dass durch die Detektion von TKTL1 und eines weiteren Proteins (DNaseX/Apo10) in Fresszellen im Blut ein sehr sensitiver und spezifischer Nachweis über das Vorliegen dieser beiden Krebsarten möglich ist (Urla et al., 2022).

## Nachweisverfahren
Derzeit existieren drei Laborverfahren zum Nachweis von TKTL1. Diese sind die Direktbestimmung von TKTL1 aus dem Blut, die immunohistochemische Untersuchung von Tumorgewebe zur Risikoabschätzung, die derzeit ausschließlich in der Pathologie Bad Berka im deutschsprachigen Raum angeboten wird, sowie die Messung von TKTL1 in Makrophagen mittels Durchflusszytometrie, die beim kombinierten TKTL1- und DNaseX (Apo10)-Nachweis im PanTum Detect-Bluttest Anwendung findet.

## Klinische Bedeutung von TKTL1 für Krebserkrankungen
Das TKTL1-Protein wurde erstmals 2005 in gesunden Zellen und in Tumorzellen mittels Immunhistochemie nachgewiesen. Kurz darauf konnte gezeigt werden, dass das TKTL1-Protein im Vergleich zu gesundem Gewebe vermehrt in Tumoren vorkommt und Patienten mit Darmkrebs und Blasenkrebs identifizierte, die ein schnelleres Versterben aufwiesen. In dieser Studie wurde auch die Rolle von TKTL1 für die Vergärung von Glukose zu Milchsäure trotz Anwesenheit von Sauerstoff, die erstmals von Nobelpreisträger Otto Heinrich Warburg beschrieben wurde und von ihm als aerobe Glykolyse bezeichnet wurde, erörtert. Der von Warburg verwendete geprägte Begriff aerobe Glykolyse, den er geschaffen hat, um eine anaerobe, aber unter aeroben Bedingungen, also trotz der Anwesenheit von Sauerstoff, durchgeführte Vergärung zu beschreiben, führte zu großen Missverständnissen. Warburg zu Ehren wurde die Vergärung von Glukose zu Milchsäure als Warburg-Effekt bezeichnet. In der Studie von Langbein et al. wurde der Warburg-Effekt 2006 neu interpretiert und die Bedeutung dieses Vergärungsstoffwechsels für das invasiv-zerstörerische Wachstum und die Metastasierung von Krebszellen diskutiert. In einer nachfolgenden Studie von Langbein konnte die Rolle von TKTL1 und dem damit vermittelten Wechsel der Energiefreisetzung zur Vergärung für die Metastasierung von Nierenkarzinomen gezeigt werden. Hierbei konnte die klinische Bedeutung der Expression von TKTL1 in frühen Tumorstadien identifiziert werden, weil durch TKTL1 scheinbar recht gutartige Tumore (Stadium T1) detektiert wurden, die nach kurzer Zeit zum Tod der Nierenkrebspatienten führten.
Die klinische Bedeutung von TKTL1 als Marker in Tumoren für schnelleres Versterben (schlechte Prognose) von Krebspatienten konnte in einer Vielzahl von Studien aufgezeigt werden. Studien in chronologischer Reihenfolge: 2006 – Blasen und Darmkrebs, 2007 – Eierstockkrebs, 2009 – Anaplastisches Nephroblastom bei Kindern, 2011 – Enddarmkrebs, 2011 – Lungenkrebs, 2012 – Augenkrebs, 2013 – Mundhöhlenkarzinom, 2015 – Speiseröhrenkrebs 2015 – Magenkrebs, 2018 – Lungenkrebs, 2019 – HPV infizierte Gebärmutterhalsproben, 2019 – Eierstockkrebs, 2020 – Darmkrebs, 2021 – Leberkrebs und 2021 – Darmkrebs.

### Bedeutung von TKTL1 in weiteren Bereichen
Die Bedeutung wird derzeit erforscht, unter anderem der Zusammenhang mit:
- Radikalbildung, DNA-Schäden und vorzeitiges Altern[54]
- Evolution des Homo sapiens[55] und seiner kognitiven Leistungsfähigkeit[56]
- Fertilität des Mannes[57][58][59]

## Moderner Mensch vs. Neandertaler
Ein Dresdner Forscherteam um Medizin-Nobelpreisträger Svante Pääbo und Wieland B. Huttner konnte 2022 zeigen, dass moderne Menschen während der Gehirnentwicklung mehr Nervenzellen im Frontallappen produzieren als Neandertaler, verursacht durch die Veränderung einer einzigen Aminosäure in dem Protein TKTL1. Beim Neandertaler findet man dort die Aminosäure Lysin und nicht wie beim Menschen Arginin. Pääbo et al. beantworten damit die Frage, was den modernen Menschen im Vergleich zu unseren nächsten Verwandten, den Neandertalern, einzigartig macht.
Wichtige Faktoren für die verbesserten kognitiven Fähigkeiten während der menschlichen Evolution sind die Zunahme der Gehirngröße und die Bildung von Nervenzellen während der Gehirnentwicklung. Obwohl Neandertaler und moderne Menschen ähnlich große Gehirne haben, war lange nur sehr wenig darüber bekannt, ob sich die Gehirne hinsichtlich ihrer Bildung von Nervenzellen während der Entwicklung möglicherweise unterscheiden. Das internationale Forscherteam um Pääbo zeigte nun, dass die Variante des Proteins TKTL1, die der moderne Mensch in sich trägt und die sich nur um eine einzige Aminosäure von der Neandertaler-Variante unterscheidet, eine entscheidende Rolle bei der Gehirnentwicklung spielt. Da die Aktivität von TKTL1 im Frontallappen des fötalen menschlichen Gehirns besonders hoch ist, schlussfolgert das Forscherteam, dass es aufgrund dieser einzigen menschenspezifischen Veränderung einer Aminosäure in TKTL1 zu einer vermehrten Bildung von Nervenzellen im sich entwickelnden Frontallappen des Neokortex vom modernen Menschen kommt. Umgekehrt erzeugen menschliche Gehirn-Organoide, die aus Stammzellen mit der ancestralen Form von TKTL1 generiert wurden, weniger basale radiale Gliazellen und weniger Neuronen. Dies legt nahe, dass die durch die Aminosäure-Substitution bedingte metabolische Veränderung die Neurogenese in der frühen Entwicklung beeinflusst.

## TKTL1 in der Tierwelt
2012 untersuchten Svante Pääbo et al. in einer Studie, wie sich die Expression von Genen im Gehirn von domestizierten Tieren von der im Gehirn wilder Tiere unterscheidet. Die Forscher fanden dabei unter anderem heraus, dass TKTL1 das Gen mit dem signifikantesten Unterschied in der Expression zwischen domestizierten Hunden und wilden Wölfen ist: die Aktivierung des Gens ist bei Hunden 47-fach höher als bei Wölfen.

## Biochemische Bedeutung von TKTL1
TKTL1 ist ein Gen, das aus dem Transketolase-Gen der niederen Wirbeltiere durch Genverdopplung im Laufe der Evolution der Wirbeltiere entstanden ist und während deren Evolution entscheidende Änderungen durchlaufen hat. Es kommt nur bei Säugetieren vor. Neben den Transketolase-Genen TKT und TKTL1 gibt es mit dem TKTL2-Gen noch ein weiteres Mitglied der Transketolase-Genfamilie bei Säugetieren. Das TKTL2-Gen ist durch die Integration einer TKTL1-mRNA ins Genom entstanden und weist damit im Gegensatz zum TKT- und TKTL1-Gen keine Introns auf. Im Unterschied zum TKT und TKTL1-Gen ist beim TKTL2-Gen bisher nicht klar, ob und welche Funktion TKTL2 ausübt. Im Vergleich zu TKT und TKTL2 weist das TKTL1-Protein eine Deletion von 38 Aminosäuren auf, die durch das Nichtverwenden des dritten Exons ausgelöst wird. Diese 38 Aminosäuredeletion umfasst auch hochkonservierte und invariable Aminosäuren, die in allen bekannten Transketolasen vorhanden sind. Aufgrund des Fehlens dieser normalerweise immer in Transketolasen vorhandenen Aminosäuren wurde die Funktionsfähigkeit des TKTL1-Proteins lange Zeit angezweifelt. Erst 2019 konnte ein entscheidender Durchbruch bei der Entschlüsselung der Funktion des TKTL1-Gens erzielt werden, indem gezeigt wurde, dass das TKTL1-Gen in der Lage ist, ein TKT-Protein aus dem TKT-TKT-Transketolase-Homodimer zu verdrängen und ein TKTL1-TKT-Heterodimer zu bilden, das im Vergleich zum TKT-TKT-Homodimer veränderte Enzymeigenschaften aufweist. Bisher geht oder ging man davon aus, dass Transketolasen Enzyme sind, die als Homodimer aktiv sind. Der Nachweis von TKTL1-TKT-Heterodimeren und die damit einhergehenden veränderten Enzymeigenschaften haben größte Bedeutung für Säugetiere, weil die veränderten Enzymeigenschaften die Neubildung von Zellen des Organismus auslösen, indem der Zucker Ribose verstärkt gebildet wird und so die Konzentration von Ribose in der Zelle deutlich ansteigt. Da der Zucker Ribose und die daraus gebildete Deoxy-Ribose der entscheidende Baustein für DNA und RNA sind, führt die Bildung des TKTL1-TKT-Heterodimers zur Bildung des notwendigen Zuckerbausteins, um neue DNA und RNA für die Verdopplung von Zellen zu schaffen. TKTL1 kontrolliert die Verdopplung von Zellen (Zellzyklus) und stellt sicher, dass genügend Bausteine für die Verdopplung der Zelle vorhanden sind. Es konnte zudem 2021 gezeigt werden, dass die Aktivierung der Transketolase auch von Viren wie dem SARS-Co-Virus genutzt wird, um den Stoffwechsel der Virus-infizierten Zelle so zu beeinflussen, dass der Zucker-Baustein Ribose für neue Viren vermehrt gebildet wird und Viren damit schneller und in höherem Maße gebildet werden.
Neben der Bildung des Zuckerbausteins Ribose ist TKTL1 in der Lage, Acetyl-CoA, einen weiteren entscheidenden Baustein für neue Zellen, zu bilden. Acetyl-CoA ist der Grundbaustein für die Bildung von energiereichen Verbindungen wie Fettsäuren, Ketonkörpern oder Cholesterin. Die über das TKTL1-Enzym mögliche Bildung von Acetyl-CoA stellt einen bisher unbekannten Weg für die Bildung von Acetyl-CoA dar, der es möglich macht, auch dann Acetyl-CoA zu bilden, wenn die über die Pyruvatdehydrogenase laufende Acetyl-CoA-Bildung abgeschaltet ist. Im Gegensatz zur Pyruvatdehydrogenase-vermittelten Acetyl-CoA-Bildung wird mit Hilfe von TKTL1 keine Decarboxylierung durchgeführt, so dass die Umwandlung von Zucker in Fett ohne den Verlust von Kohlenstoffatomen möglich ist. Damit kann eine Zelle wesentlich effektiver Acetyl-CoA bilden, um neues Zellmaterial wie z. B. Zellmembranen zu bilden.